# Socijalna psihologija
Socijalna psihologija, također psihologija društva, grana je psihologije koja se bavi proučavanjem i razlozima ljudskoga ponašanja u društvu. Predmet proučavanja socijalne psihologije najčešće se određuje nabrajanjem pojava koje istražuje.

## Čimbenici u liječenju pacijenata s traumama
Yalom (1978.), Bloch i Chrouch razlikuju određeni broj terapeutskih čimbenika grupe.
To su:
- Uočavanje sveobuhvatnosti problema. (univerzalnost)
- Altruizam (utjeha i potpora drugih)
- preuzimanje ponašanja (ponašanje oponašanjem) i učenje od drugih
- davanje nade
- pružanje informacija
- učenje društvenih vještina
- ispravljačko ponavljanje prijašnje obiteljske situacije
- katarza (emocionalno pražnjenje)

Neki čimbenici mogu se prepoznati u liječenju pacijenata s traumama.

### Uočavanje sveobuhvatnosti problema (univerzalnost)
Mnogi pacijenti su doživjeli slično traumatsko iskustvo u nedavnome ratu. Smetnje koje pacijenti pokazuju (kao nesanica, noćne more, i ponovo proživljavanje iskustva.) su slični u svakom pogledu. Kroz ovo pacijenti dobro mogu prepoznati i razumjeti druge pacijente. To može biti pomoć u terapiji ali neće uvijek dovesti do (terapeutskog) cilja kojeg se očekuje. Umjesto da stimuliraju druge, neki pacijenti se povlače od grupe i štede druge. Razumiju da drugi imaju također teškoća zbog jednakog iskustva i ne žele opet imati sukobe s ljudima, te ih puste na miru. Neki pacijenti mogu misliti samo o vlastitim problemima. Ne vjeruju da postoji općenitost problema. Vjeruju da su i ostali pacijenti imali loša iskustva ali s mnogim razlikama i da biti u grupi uopće ne može biti pomoć zato što svaki pati na svoj način koji bi trebali poštovati .

### Altruizam (utjeha i potpora drugih)
Ovaj čimbenik sigurno se prepoznaje kod neke grupe pacijenata. Ako se pacijent ne osjeća dobro onda mu drugi pruže mnogo utjehe i potpore. Čak i pacijenti koje normalo ne možemo dobro motivirati nude pomoć. Za potrebe drugih može se zanemarili sebe i svoje probleme za kratko vrijeme.

### Preuzimanje ponašanja (ponašanje imitacijom) i učenje od drugih
Možemo to osobito vidjeti u grupi za zadatke. Pacijenti koji se nekako snalaze u kuhinji daju primjere drugim pacijentima. Dijelom zbog toga pacijenti gledaju na pripremu obroka kao na ugodnu i smislenu aktivnost.

### Davanje nade
Kad pacijenti vide i čuju da su drugi u grupi bolje, mogu bolje shvatiti cilj i način liječenja.  Drugi pacijenti mogu objasniti kako je biti u grupi koristno za članove grupe i kako to može pridonijeti terapiji. Kad pacijenti napuste centar, međusobno se opraštaju na rastanku. Tom prilikom mnogi se pacijente zahvaljuju na pomoći koja im je bila pružena. Pacijente koji su tada kratko vrijeme u centru, često kažu da im takvi govori znače određenu potporu...

### Pružanje informacija
Pacijenti pružaju novim pacijentima informacije o odjelu i boravku. S obzirom na to da su pacijenti centra podrijetlom iz različitih zemalja i teško vladaju jezikom mogu steći sigurnost ako im drugi koji govore istim jezikom pruže infomacije .

### Učenje društvenih vještina
Ovo izuzetno uvjetovano kulturom. U nekoj zemlji nije primjerice, pristojno otići od stola za vrijeme doručka. U drugoj zemlji jest. U istočnim zemljama je više uobičajeno da se ljudi rukuju nego ovdje i da muškaraci pozdravljaju druge muškarace s poljupcem.

### Ispravljačko ponavljanje prijašnje obiteljske situacije
Mnogi pacijenti su izgubili obitelj u ratu. Neki nemaju nikoga više i doživljaju grupu kao obitelj. Za mnoge pacijente osoblje centra su autoriteti. Onda gledaju socioterapeute kao roditelje. Radi toga, oni moraju uvijek biti na oprezu kako ne bi uspostavili preveliku bliskost s pacijentima.

### Katarza (emocionalno pražnjenje)
Zbog iskustva pacijenata, često se vide emocionalna pražnjenja. Svi pacijenti imaju vlastite probleme zbog bolnih sjećanja i smatramo da je bolje da ne prenose ova loša iskustva na druge u grupi. Stoga emocionalno pražnjenje nije terapeutski čimbenik u grup,i već samo u individualnom razgovoru s terapeutom.